# Campo di internamento di Chieti

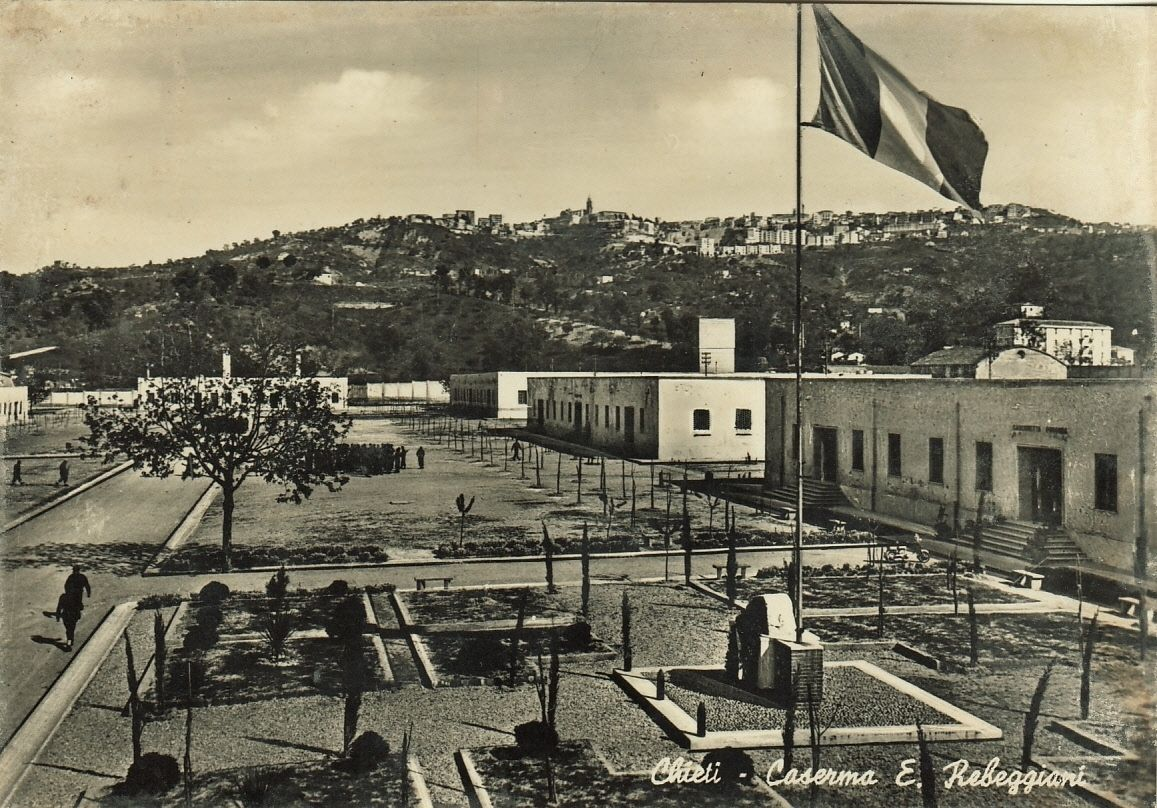
Veduta del campo di internamento di Chieti Scalo

Il campo di internamento di Chieti n. 21 "Caserma Enrico Rebeggiani" è uno dei numerosi campi di internamento istituiti dal governo fascista in seguito all'entrata dell'Italia nella seconda guerra mondiale, per accomodarvi stranieri e antifascisti. Fu operante dal luglio 1940 al settembre 1943.
Chieti ebbe due campi di prigionia, uno situato in via Principessa di Piemonte nella città alta presso la scuola dell'infanzia "Principessa di Piemonte", ancora oggi esistente, rimasto attivo qualche anno, e l'altro più grande a Chieti Scalo.

## Storia
Il campo era situato dove attualmente c'è il Centro Nazionale Amministrativo del Comando Generale dell'Arma dei Carabinieri, ossia la Caserma Rebeggiani in Chieti Scalo, lungo il viale Abruzzo. I prigionieri viaggiavano in treno fino a Chieti Scalo, dove ad attenderli c'erano le guardie dell'esercito e i carabinieri, fino a entrare nel cortile lungo due campo da calcio, circondato da perimetro in muratura alta 4 metri, sormontata da filo spinato, con ogni 200 metri delle sentinelle. Benché la capienza massima fosse di 1000 internati, al 30 settembre 1942 erano presenti 600 unità superiori tra britannici, australiani, canadesi, neozelandesi, sudafricani, francesi, americani, e pian piano venne ridotto il numero con trasferimenti, in gran parte a campo di Fonte d'Amore a Sulmona. Il campo prima delle operazioni belliche fu usato anche come prigione dei dissidenti politici e delle famiglie ebree e rom, successivamente traslati nell'asilo Principessa di Piemonte.
Nonostante il clima pressante, nel campo si svolgevano attività ricreative come lo sport, la ginnastica, lezioni d'italiano, di musica e di teatro. Tra gli internati ci fu anche il giocatore di cricket Bill Bowes. Con l'armistizio dell'8 settembre 1943 tra i prigionieri ci furono scene di grande gioia, e ne approfittarono per continuare l'opera segreta di scavo di ben 4 tunnel sotterranei per evadere. Infatti tra i prigionieri c'era incertezza se a Chieti sarebbero arrivati prima gli alleati o i tedeschi per rastrellare i campi abruzzesi e spostare tutti negli stalag nazisti. Nel frattempo gli ufficiali italiani che pattugliavano il campo fuggirono per il precipitare della situazione, e i prigionieri restarono a fare la guardia a loro stessi.